# Clark Johnson
Clark Johnson (nacido el 10 de septiembre de 1954) es un actor y director estadounidense-canadiense que ha trabajado tanto en televisión como en cine. Es mejor conocido por sus papeles de David Jefferson en Night Heat (1985-1988), Clark Roberts en E.N.G. (1989-1994), Meldrick Lewis en homicide: Life on the Street (1993-1999) y Augustus Haynes en The Wire ( 2008).

## Primeros años
Johnson nació en Filadelfia, Pensilvania. La familia finalmente se mudó a Canadá, Tiene tres hermanos incluida la cantante de jazz Molly Johnson y la actriz y cantante Taborah Johnson.
Johnson asistió a la Universidad de Míchigan Oriental con una beca deportiva parcial para fútbol americano, pero fue expulsado después de que lo pillaron robando comida de la cafetería de la escuela. Asistió a varias otras universidades, incluida la Universidad de Ottawa y el Loyola College / Universidad Concordia, donde jugó al fútbol canadiense, antes de terminar en el Ontario College of Art para especializarse en cine. Fue seleccionado por los Toronto Argonauts en la séptima ronda del Draft de la CFL de 1978, pero finalmente no jugó profesionalmente.

## Carrera
Johnson comenzó en el cine haciendo efectos especiales, incluida The Dead Zone de David Cronenberg. Este trabajo detrás de escena a menudo le sirvió como "respaldo" durante las primeras etapas de su carrera como actor.
Comenzó a actuar en largometrajes en 1981, consiguiendo papeles en las películas Killing 'em Softly, Colors, Wild Thing, Aventuras en la gran ciudad y Nowhere to Hide. También actuó en varios programas de televisión al principio de su carrera, incluidos The Littlest Hobo, Night Heat, Hot Shots y E.N.G.. Protagonizó el primer episodio de The Women of Brewster Place en 1989 como Butch Fuller.

### Homicide: Life on the Street
En 1993, Johnson pasó a formar parte del elenco original de la serie de televisión homicide: Life on the Street interpretando al detective Meldrick Lewis durante las siete temporadas y la película de reunión, además de dirigir varios episodios. Johnson improvisaba regularmente durante el rodaje e inventaba sus propios chistes y diálogos; El escritor y productor James Yoshimura llamó a Clark el "rey de la improvisación". Aunque la naturaleza coral del programa significó que Johnson nunca desempeñó un papel menor, se convirtió en una presencia aún mayor después de que su personaje fuera emparejado con un nuevo compañero, Mike Kellerman (interpretado por Reed Diamond). Los dos detectives se convirtieron en las figuras centrales de una trama que rodea a un narcotraficante de Baltimore cuyos recursos financieros y su fachada como devoto servidor comunitario hacen que sea casi imposible que el departamento de policía lo acuse. Johnson hizo la transición a director con el episodio de la cuarta temporada "Map of the Heart". También dirigió "Betrayal", "Valentine's Day", "Full Court Press" y "The Twenty Percent Solution". David Simon, el autor del libro de no ficción en el que se basó Homicide, así como escritor y productor de la serie, comentó que la transición de actor a director fue facilitada por la familiaridad de Johnson con el programa y que él era uno de los mejores directores en términos de mantener consistente el tono del programa. En 2013, Johnson hizo un breve cameo como Lewis en el episodio "Wonderland Story" de Law & Order: Special Victims Unit cuando el equipo está en una fiesta de retiro de John Munch (Richard Belzer).

### The Wire
Johnson trabajó en The Wire y se reunió con el escritor David Simon. Johnson dirigió el episodio piloto "The Target", el segundo y el quinto episodio de la primera temporada, y el final de la serie. Interpreta a Augustus Haynes, el editor dedicado y de principios de The Baltimore Sun.

### Alpha House
En 2013, Johnson interpretó al senador. Robert Bettencourt (R-PA) en Alpha House de Amazon, una comedia política escrita por el creador de Doonesbury, Garry Trudeau. Junto con John Goodman, Johnson interpreta a uno de los cuatro senadores republicanos que viven juntos en una casa en Capitol Hill. Johnson también dirigió el final de la primera temporada del programa. Johnson pasó el verano de 2014 filmando la segunda temporada.

### Dirección
Otros créditos de dirección de Johnson incluyen los estrenos en pantalla grande The Sentinel (2006) y S.W.A.T. (2003), y episodios de Third Watch, así como la producción original de HBO Boycott (2001), un proyecto que dirigió y en el que también actuó. También dirigió los primeros episodios de las temporadas 1 y 2 de la miniserie Sleeper Cell de 2005. También dirigió el primer y último episodio de The Shield, junto con otros episodios de esa serie.
Johnson dirigió el episodio piloto del drama de FX Lights Out. La serie está protagonizada por sus compañeros de reparto de The Wire, Pablo Schreiber y Reg E. Cathey, y se centra en un campeón de boxeo de peso pesado retirado.
Johnson es instructor invitado en HB Studio.

## Filmografía seleccionada

### Actor
- Starcrossed (1985) como Ralph
- Night Heat (1985–1988) como David Jefferson (recurrente)
- Aventuras en la gran ciudad (1987) como Black Gang Leader
- Iron Eagle II (1988) como Graves
- Colors (1988) como Agente Lee
- Renegades (1989) como J.J.
- E.N.G. (serie de televisión) como Clarke Roberts (1989–94)
- The Women of Brewster Place (1989, miniserie de televisión) como Butch Fuller
- Hammerman como Hammerman (1991)
- North of 60 como Sonny Ross (1993)
- Homicide: Life on the Street (serie de televisión) como Meldrick Lewis (1993–99)
- Final Round (1994) como Trevon
- Modelo de día (1994) como Maestro Chang
- Salto al peligro (1994) como Bob Covington
- Rude (1995) como Reece
- Soul Survivor (1995) como Busha
- The Planet of Junior Brown (1997)
- Deliberate Intent (2000)
- Homicide: The Movie como Meldrick Lewis (2000)
- Love Come Down como Dean (2000)
- S.W.A.T. como compañero guapo de Deke (2003)
- The Wire (serie de televisión) como Gus Haynes (2008)
- Nurse.Fighter.Boy como Silence (2008)
- The Shield (serie de televisión) como Handsome Marshal, Episodio 7.13 "Family Meeting" (2008)
- Defendor como Capitán Fairbanks (2009)
- LUV (2012) como Harold Barnes
- Unforgettable (serie de televisión) como Clay Jacobs, Episodio "Blind Alleys" (2012)
- Law & Order: Special Victims Unit (serie de televisión) como Meldrick Lewis, Episodio 15x05 "Wonderland Story" (2013)
- Alpha House (serie de televisión) como Senador Robert Bettencourt (2013–2014)
- Alas de libertad (2014) como McCullan
- Hyena Road (2015) como General Rilmen
- Magnum Opus como Robert Cochran (2017)
- Brawl in Cell Block 99 como Detective Watkins (2017)
- Bosch (2018) como Howard Elias
- Seven Seconds (2018) como Padre de KJ
- 222 como The King of Hearts
- Tammy's Always Dying (2019) como Doug
- Evil (2019) como Father Amara
- Daredevil: Born Again (2024) como Cherry

### Director
- homicide: Life on the Street (serie de televisión, 1996–98)
  - Episodios "Map of the Heart" (1996), "Betrayal" (1997), "Valentine's Day" (1997), "Full Court Press" (1998), "The Twenty Percent Solution" (1998)
- Fast Track (serie de televisión, 1997)
- Welcome to Paradox (serie de televisión, 1998)
- La femme Nikita (serie de televisión, 1998)
- Law & Order: Special Victims Unit (serie de televisión, 1999)
  - Episodio "Sophomore Jinx" (1999)
- NYPD Blue (serie de televisión, 2000)
  - Episodio "Lucky Luciano" (2000)
- El ala oeste de la Casa Blanca (serie de televisión, 2000)
  - Episodio "Seis reuniones antes de almorzar" (2000)
- The Beat (serie de televisión, 2000)
- Third Watch (serie de televisión, 2000)
  - Episodio "Nature or Nurture?" (2000)
- City of Angels (serie de televisión, 2000)
- The City (serie de televisión, 2000)
- Boycott (2001)
- The Wire (serie de televisión, 2002–08)
  - Episodios 1.01 "The Target", 1.02 "The Detail", 1.05 "The Pager" (2002); Episodio 5.10 "–30–" (2008)
- The Shield (serie de televisión, 2002–08)
  - Episodios 1.01 "Pilot", 1.03 "The Spread", 1.05 "Blowback" (2002), 3.01 "Playing Tight", 3.02 "Blood and Water" (2004); 6.04 "The New Guy" (2007), 7.13 "Family Meeting" (2008)
- S.W.A.T. (2003)
- The Secret Service (2004)
- The Jury (2004)
  - "Lamentation on the Reservation" (2004)
- N.Y.-70 (2005)
- Sleeper Cell (serie de televisión, 2005–06)
  - Episodio "Al-Faitha" (2005), "Al-Bagara" (2006)
- The Sentinel (2006)
- Memphis Beat (serie de televisión, 2010–11)
  - Episodio 1.01 "It's All Right Mama"
- King (serie de televisión, 2011)
  - Episodios 1.01 "Lori Gilbert", 1.02 "T-Bone"
- Homeland (serie de televisión, 2011)
  - Episodios 1.05 "Blind Spot", 1.11 "The Vest", 3.03 "Tower of David", 3.05 "The Yoga Play", 4.11 "Krieg Nicht Lieb"
- The Walking Dead
  - Episodio 2.08 "Nebraska"
- Alpha House (serie de televisión, 2013)
  - "In the Saddle" (2013)
- Black Sails (serie de televisión, 2015)
  - Episodios "X" (2015), "XII" (2015)
- American Odyssey (serie de televisión, 2015)
  - Episodios "Bug Out" (2015), "Real World" (2015)
- Hell on Wheels (serie de televisión, 2014–2015)
  - Episodios "Bear Man (2014), "Struck" (2015)
- Mad Dogs (serie de televisión, 2016)
  - Episodio "Flares" (2016)
- Snowfall (serie de televisión, 2016)
- Luke Cage (serie de televisión, 2016)
  - Episodios "You Know My Steez" (2016), "For Pete's Sake" (2018)
- Shut Eye (serie de televisión, 2016)
  - Episodio "The Tower - Reversed" (2016)
- Six (miniserie de televisión, 2017)
  - Episodio "Confession" (2017)
- Taken (serie de televisión, 2017)
  - Episodio "A Clockwork Swiss" (2017)
- The Purge (serie de televisión, 2018)
  - Episodio "Release The Beast" (2018)
- Juanita (2019)
- City on a Hill (serie de televisión, 2019-2021)
  - Episodio “High on the Looming Gallows Tree” (2019)
  - Episodio "Apophasis" (2021)
  - Episodio "Pax Bostonia" (2021)
- Percy (2020)
- Your Honor (miniserie de televisión, 2020)
  - Part Four (2020)
- Mayor of Kingstown (serie de televisión, 2021)
  - Episodio: "Along Came a Spider"
  - Episodio: "The Devil Is Us"
- Alaska Daily (serie de televisión, 2022)
  - Episodio: "It's Not Personal"
- Accused (serie de televisión, 2023)
  - Episodio: "Kendall's Story"
- Love and Death(serie de televisión, 2023)
- daredevil: Born Again (serie de televisión, 2024)